# FAW Toyota
Tianjin FAW Toyota Motor Co., Ltd. (TFTM),  communément connue sous le nom de FAW Toyota (chinois : 一汽丰田), (chinois : 天津一汽丰田汽车有限公司), est une entreprise de construction automobile située dans le district de Xiqing, à Tianjin, en Chine. 
Tianjin FAW Toyota Motor Co., Ltd. est une filiale de fabrication et de supervision de la coentreprise entre Toyota Motor Company et First Automobile Works.

## Histoire
Créée en 2003, c'est une coentreprise détenue à parts égales avec Toyota. Depuis 2007, elle possède une base de production de véhicules de tourisme à Tianjin, et deux dans la zone de développement économique et technologique de Tianjin. À partir de 2008, il continue à contrôler trois bases de production et fabrique plusieurs produits Toyota en incluant le Corolla et Vios. En 2008, il avait une capacité de production annuelle de 470 000.